# Grupa ST
Grupa ST, djelovali i kao Nenad Vilović i Grupa ST, hrvatski glazbeni sastav iz Splita.

## Povijest
Osnovani su 1975. godine. Prvo su svirali klasični disco pop i pop glazbu, a 1979./80. su se okrenuli ka punku i novovalnoj glazbi, a neke skladbe poslije imale su prizvuka ska (Parangal). Ostvarili su kvalitetni disco uradke. Značajniji uradci su Znala si ti (1980.), Mala enciklopedija (1980.; Festival zabavne glazbe Split 1980., autor Nenad Vilović), Ti nisi moj tip, Parangal (Split '81.), To nije tvoj stil, Zabranjeno voće, Ljetni šminker (s Ivankom Luetić, glazba i aranžman Nenad Vilović, stihovi Bratislav Zlatanović i Nenad Vilović; Split '80.), Dalmatinac  (Nenad Vilović:; Split '77.), Noćno kupanje (autor Nenad Vilović; Split '81.). Objavili su album Grupa ST.
Album su snimili u studiju Nenada Vilovića. Skladbe su pisali Nenad Vilović, T. Bračić, Bratislav Zlatanović (stihove) i R. Bulajić (stihovi). Glazba im je imala elemente funka, soula, popa, pop rocka, disca.

## Članovi
- Ivanka Luetić - vokal
- Joško Tomić - bubnjevi
- Nenad Vilović - vokal
- Nenad Bego - bas gitara
- Siniša Počuča - gitara
- Zlatan Jelovac - klavijature
- Željko Bračić - gitara

## Diskografija
Singlice:
- Dalmatinac (Split '77) / Mužika iz našeg mista (Split '77), 1977.
- Zabranjeno voće / Nova ploča, 1977.
- Ti nisi moj tip / Tko bi znao, 1978.
- Ima jedno blago / To nije tvoj stil, 1980.
- Superkazanova / Ja znam, 1980.
- Mala enciklopedija / Ljetni šminker, 1980.

Albumi:
- Grupa ST, 1981.

## Vanjske poveznice
- Diskografija.com